# سیارک ۵۵۱۹
سیارک ۵۵۱۹ (به انگلیسی: 5519 Lellouch، نامگذاری:1990QB4) پنج هزار و پانصد و نوزدهمین سیارک کشف شده‌است که در ۲۳ اوت ۱۹۹۰ کشف شد.
قدر مطلق سیارک برابر ۱۲٫۳۰ است.